# 철산군 반탁운동

## 배경
1945년 12월 28일 모스크바 3상회의에서 한국신탁통치안이 가결되자 국내에서는 전국적으로 이에 반대하여야 한다는 반응을 보여 대대적인 반탁운동이 일어났다. 처음에는 공산진영도 이에 호응하였으나 소련의 영향으로 찬탁으로 급변하게 되어 반탁운동은 우익진영과 이에 호응하는 국민들에 의하여 열기를 띄게 되므로 이 운동이 바로 민족분열의 시발점이라 할 수 있을 것이다.

## 준비
평안북도 철산군에서는 1945년 12월 30일 18시경 지식층 청년이 주축이 된 문화회회관에서 회장 유춘산(劉春産)을 비롯하여 심치수(沈致琇), 장석중(張石重), 최태준(崔泰俊), 황종만(黃鐘萬), 이공근(李恭根), 정유식(鄭有軾), 이춘택(李春澤) 등 간부들과 군내 원로이며 항일투사였던 정윤석(鄭允錫), 김영락(金永洛), 노창률(盧昌律) 제씨등이 합석하여 대세에 호응하여 철산군에서도 대대적인 반탁운동을 전개할 것을 결의하고 행사일을 다음 장날로 정하고 군민 전체가 참가할 수 있도록 하기 위하여 발의문 작성을 정윤석이 맡고, 연락책임을 노창률이 맡게 되었다. 그 후 2차로 항일투사로 일제에 의해 1945년 참수된 한성수의 장인인 정봉일(鄭鳳日)의 집에서 원로들만이 모여 반탁시위행사에 대한 구체적인 방안을 검토하는 한편 각 단체 연락진행 과정을 논의하였다.

## 실패
그러나 각 단체 연락과정에서 철산노동조합이 문제가 되었다. 원래 이 노동조합은 우익직영에서 먼저 조직에 참여하였던 관계로 위원장 김은덕(金殷德), 부위원장 김정건(金貞乾)은 적극 반탁운동에 호응하였으나 그 산하 조합원은 거의 좌익세력으로 구성되어 있었다. 한편 노동조합위원장 김은덕이 철산면 농민조합에 반탁운동에 참가하여 줄 것을 설득하다 도리어 연금당하여 실신되도록 집중구타 당하는 등 사고가 발생하게 되었고 시위행사에 대비하여 소련군이 철산군내 도처에 기관총까지 배치하였다는 정보를 입수하게 되자 무고한 양민들의 큰 희생이 우려되어 부득이 시위행사만은 강행할 수 없게 되었다.

## 체포
그러나 시위행사 예정일 1일전인 1946년 1월 4일 오후 3시경 정봉일가에 거사의 주역이었던 정봉일, 정윤석, 노창률, 김낙유(金洛瑜), 김영락, 김기봉(金基鳳), 유춘산 등이 회동하여 거사 취소에서 오는 실의의 회합을 가진 바 있는데 회합이 끝날 무렵인 4시 30분 경 유춘산만이 귀가한 직후, 소련군과 보안대원의 기습을 받아 정봉일, 정윤석, 노창률, 김영락, 김낙유, 김기봉 등이 현장에서 체포되어 보안서로 압송되었으며 1박후에는 도경으로 이송되었다.
일행이 도경으로 이송될 때 철산보안서 뜰에는 문화회 간부를 비롯하여 많은 읍민들이 모여 불안에 싸여 안타까와하였으나 일행은 오히려 군민들을 달랬으며 특히 장래가 기대되는 지식청년등의 집합체인 문화회 간부들에게 비밀리에 반탁운동의 책임은 일행이 질 터이니 여하한 사태가 있더라도 문화회에서는 극구 부인하라는 말을 남기고 이송되었다.
그 수일 후, 문화회장 유춘산을 비롯하여 장석중, 최태준 등 간부들이 추가로 체포되었으나 극구 부인으로 일관하여 갖은 고초를 겪은 후 아무 단서를 잡을 길없어 유춘산, 장석중은 20여일 만에 출감되었고 최태준은 일정부의 경찰전직사건도 겸하여 조사한다는 구실로 계속 남게되었는데 10 여일후에 김영락, 김낙유, 김기봉 3인도 석방되면서 반탁운동의 주역과 장소제공의 죄로 정봉일, 시위봉기를 위한 연락책의 죄로 노창률, 반탁시위 궐기문 작성자라는 죄로 정윤석 등 3인이 최태준과 함께 공산정권에 의해 반국가죄의 죄인으로 소련으로 유형되었다.
소련 땅에서 유형생활을 겪다가 한국 전쟁 3개월을 앞두고 최태준을 제외하고 모두 풀려나와 고향으로 돌아오기는 하였다. 1.4 후퇴시 월남한 철산군민의 전언에 의하면, UN군이 철산에 3일간 진주하였을 때 정윤석은 자치위원회를 조직하여 위원장으로 활동하였다 하며, 정봉일, 노창률은 신의주에 은거중이었다고 하나 한국 전쟁 후의 안부는 알 수 없었다.

## 참고 문헌
- 철산군지 (1976), 철산군지편찬위원회, p491-p493